# Republika Rzymska (XVIII wiek)
Republika Rzymska – krótko istniejące państwo w Italii, obejmujące terytorium Państwa Kościelnego. 15 lutego 1798 wojska francuskie weszły do Rzymu i ogłosiły powstanie Republiki Rzymskiej. Papież Pius VI musiał udać się na wygnanie do Toskanii. Pod koniec 1798 na kilkanaście dni republikę zajęły wojska neapolitańskie. W połowie 1800 Napoleon Bonaparte, zaniepokojony upadkiem Republiki Partenopejskiej zawarł porozumienie z nowym papieżem Piusem VII, na mocy którego 15 lipca 1800 powrócił on do Rzymu, co oznaczało koniec istnienia republiki.